# WWE Women's Intercontinental Championship
WWE Women's Intercontinental Championship je profesionální wrestlingový titul vytvořený a propagovaný americkou společností WWE. Je obhajován na značce Raw. Jedná se o jeden ze dvou vedlejších ženských titulů v WWE, spolu s WWE Women's United States Championship na SmackDownu. Titul byl odhalen před epizodou Raw z 25. listopadu 2024. Aktuální šampionkou je Becky Lynch, která drží titul poprvé. Získala ho vítězstvím nad Lyrou Valkyrií v zápase na placené akci Money in the Bank dne 7. června 2025.

## Historie
Americká profesionální wrestlingová společnost WWE byla založena v dubnu 1963, ale nikdy neměla vedlejší ženský titul, až do dubna 2024, kdy byl pro vývojovou značku NXT zaveden NXT Women's North American Championship. Následoval WWE Women's United States Championship pro hlavní roster značky SmackDown na začátku listopadu. Později téhož měsíce před epizodou Raw z 25. listopadu, představil generální manažer značky Raw Adam Pearce nový WWE Women's Intercontinental Championship pro ženskou divizi hlavního rosteru na značce Raw.
- Historicky první držitelka titulu Women's Intercontinental Champion byla určena v turnaji, který začal v epizodě Raw z 2. prosince.[3] První kolo tvořily čtyři zápasy typu triple threat (tři účastnice), jejichž vítězky postoupily do semifinále ve formátu klasických singles zápasů, přičemž vítězky postoupily do finále, které se uskutečnilo 13. ledna 2025 v epizodě Raw. Ve finále turnaje se Lyra Valkyria utkala s Dakotou Kai, kterou porazila, a stala se tak historicky první šampionkou.[4]

## Držitelé
| Pořadí | Jméno         | Datum výhry    | Akce              | Počet dní |
| ------ | ------------- | -------------- | ----------------- | --------- |
| 1.     | Lyra Valkyria | 13. ledna 2025 | Raw               | 144       |
| 2.     | Becky Lynch   | 7. června 2025 | Money in the Bank | 2+        |